# Buggl in Bach
Buggl in Bach je naselje v Občini Sveti Urban v Okraju Trg na Koroškem v Avstriji.